# 덕풍공원로
덕풍공원로(德豊公園路)는 경기도 하남시 덕풍동에 위치한 도로이다. 기점은 신장로와 접하고 종점은 역말로15번길과 접한다. 덕풍공원을 지나는 것에서 도로명이 유래했다. 덕풍1동주민센터와 덕풍2동주민센터, 덕풍초등학교가 이 도로에 있다.